# Ignasi Candela Serna
Ignasi Candela Serna (Crevillent, 6 de juny de 1987) és un economista i polític valencià, diputat al Congrés dels Diputats en la XI i XII legislatures. És membre d'Iniciativa del Poble Valencià (IdPV) i coordinador comarcal de Compromís.
És llicenciat en economia per la Universitat d'Alacant. A les eleccions generals de 2015 va ser el número dos de la llista de la coalició Compromís-Podemos-És el moment al Congrés dels Diputats per la circumscripció d'Alacant, i va obtenir els vots necessaris per a obtenir l'escó.
Després de la constitució dels grups parlamentaris, Candela, juntament amb els altres tres diputats de Compromís, va renunciar a integrar-se en el grup de Podem, reclamant la possibilitat de formar un grup propi. Fou reescollit a les eleccions generals espanyoles de 2016.